# اگیل سورنسن
اگیل سورنسن (انگلیسی: Eigil Sørensen؛ زادهٔ ۲۴ ژوئن ۱۹۴۸) دوچرخه‌سوار اهل دانمارک است.